# Danu (Glodeni)
Danu è un comune della Moldavia situato nel distretto di Glodeni di 3.516 abitanti al censimento del 2004

## Località
Il comune è formato dall'insieme delle seguenti località (popolazione 2004):
- Danu (3.063 abitanti)
- Camencuţa (117 abitanti)
- Nicolaevca (336 abitanti)